# Chirotica thyridopteryx
Chirotica thyridopteryx är en stekelart som först beskrevs av Riley 1869.  Chirotica thyridopteryx ingår i släktet Chirotica och familjen brokparasitsteklar. Inga underarter finns listade i Catalogue of Life.